# Радіолінія водню 21 см

Перехід атома гідрогену зі стану з паралельними спінами (електрона та протона) у стан з антипаралельними спінами відбувається з випромінюванням електромагнітного кванта з довжиною хвилі 21 см.

Радіолінія водню 21 см (радіолінія гідрогену 21 см) — радіовипромінювання атомарного водню на хвилі 21 см (1420 МГц). Ця лінія лежить у мікрохвильовому діапазоні та є найважливішою для вивчення міжзоряного середовища в радіоастрономії. Дослідження лінії дає важливу інформацію про розподіл водню в галактиках, оскільки нейтральний водень в основному стані становить більшу частину міжзоряної речовини, а виявити його можна лише за випромінюванням у цій лінії.

## Механізм
Випромінювання в лінії зумовлене надтонким розщепленням основного енергетичного стану нейтрального атома водню на два близькі підрівні: верхній (збуджений) рівень відповідає паралельним спінам ядра та електрона, а нижній (основний) — антипаралельним. Перехід атома з верхнього рівня на нижній призводить до випромінювання кванта з частотою  1 420 405 751,7667 ± 0,0009 Гц, що еквівалентно довжині хвилі 21,106 114 542 см у вакуумі. Різниця в енергії між рівнями дорівнює енергії фотона, що випромінюється. Зі співвідношення Ейнштейна — Планка: {\displaystyle E=h\nu }, де ν — частота випромінювання (1420405751,7667 Гц), а h — стала Планка, можна визначити, що вона становить ~5,874 33 µeV.
Цей перехід є забороненим (в електродипольному наближенні), однак він дозволений у магнітодипольному наближенні, щоправда, із надзвичайно малим коефіцієнтом — 2,9×10−15 с−1, тобто, середній час існування збудженого стану становить близько 11 мільйонів років. Спонтанний перехід у лабораторних умовах має дуже низьку потужність випромінювання, але в астрономічних масштабах, завдяки поширеності атомарного водню в нашій Галактиці та в інших галактиках, радіолінія досить інтенсивна. Завдяки довгому існуванню атома в збудженому стані, лінія має надзвичайно малу природну ширину. Її розширення відбувається внаслідок доплерівського зсуву, зумовленого рухом окремих водневих хмар, ненульову температуру в них та зееманове розщеплення лінії в галактичному магнітному полі.
Збудження атомів (тобто, перехід до квантового стану з більшою енергією) відбувається внаслідок зіткнення між ними, якщо кінетична енергія більша за різницю між енергетичними рівнями. Зі співвідношення {\displaystyle T=\Delta E/k}, де k — стала Больцмана (8,617×10−5 еВ·K−1), можна розрахувати температуру, за якої відбуватиметься збудження. Вона становить ~0,068 К.

## Історія
Можливість випромінювання атомом водню радіохвиль на частоті 1420,4058 МГц (внаслідок переходу між двома близькими енергетичними підрівнями основного стану) теоретично передбачив 1945 року Хендрік Ван де Хюлст, однак він сумнівався, що таке випромінювання може бути виявлено. 1949 року Й. С. Шкловський розрахував інтенсивність випромінювання міжзоряного водню й показав, що її достатньо для виявлення лінії засобами радіоастрономії.
Випромінювання на хвилі 21 см виявили 1951 року. Майже одночасно це зробили Х. Ювен та Е. Перселл із Гарвардського університету і голландські астрономи К. Мюллер та Я. Оорт, а згодом — Крістіансен та Хіндман з Австралії.

## Застосування
Радіолінія 21 см лежить у мікрохвильовому діапазоні, в якому земна атмосфера майже прозора, тому її можна спостерігати безпосередньо з поверхні Землі.
Спостереження в цій лінії є ефективним засобом вивчення Всесвіту.

### Галактична астрономія
Атомарний водень в основному енергетичному стані становить близько половини міжзоряної речовини в нашій Галактиці. Ніяким іншим випромінюванням він себе не виявляє, тому радіолінія 21 см дає дуже цінну, здебільшого унікальну інформацію про речовину в міжзоряному просторі. Фактично, інтенсивність випромінювання показує кількість атомів водню на промені зору (за винятком напрямків, де розташовані найщільніші хмари, які непрозорі для випромінювання). Профіль лінії дозволяє визначити швидкість окремих хмар (за доплерівським зсувом у лінії) та кінетичну температуру в них (за шириною кожного піку), яка становить близько 100 K.
Нейтральний водень зосереджений у доволі рівному й порівняно тонкому шарі (≈ 220 пк) поблизу галактичної площини. На периферії (на відстані понад 10–12 кпк від галактичного центру) товщина шару збільшується (до 1000 пк) і він може відхилятися від площини. У розподілі водню доволі чітко вирізняються спіральні рукави. У рукавах водень розподілений нерівномірно — водневі хмари утворюють комплекси розміром 200×50 пк, витягнуті в галактичній площині. Криву обертання нашої Галактики було розраховано із застосуванням радіолінії 21 см.
Якщо хмара водню підсвічується радіоджерелом значно більшої інтенсивності, ніж її радіолінія випромінювання, то в спектрі радіоджерела спостерігається лінія поглинання. За зеемановим розщепленням ліній поглинання у спектрах від потужних радіоджерел можна оцінити магнітне поле всередині хмар.

### Позагалактична астрономія
Випромінювання на лінії 21 см зареєстровано більше ніж від сотні галактик. Його червоний зсув відповідає червоному зсуву оптичних ліній. Зокрема, лінія від квазара 3C 286 виявилася зсунутою з частоти 1420,4 МГц до 839,4 Мгц. 
Спостереження дозволили встановити відношення маси нейтрального атомарного водню до загальної маси галактики залежно від її типу. Мінімальна кількість нейтрального водню — в еліптичних галактиках. Для переважної більшості з них його частка не перевищує 0,1 %. У спіральних галактиках вона становить кілька відсотків (мінімальна кількість — у галактиках типу Sa). У неправильних галактиках (Ir) може досягати кількадесят відсотків. 
Для кількох найближчих галактик (галактики Андромеди, галактики Трикутника) визначено внутрішній розподіл атомарного водню.

### Космологія
Радіолінія становить великий інтерес для космології Великого вибуху, тому що це єдиний відомий спосіб вивчення «темних віків»: часів від рекомбінації до реіонізації. Враховуючи червоний зсув, у наші часи випромінювання буде спостерігатися на частотах від 200 МГц до 9 МГц. Потенційно це має два застосування. По-перше, шляхом дослідження червоного зсуву радіолінії можна, в принципі, дізнатися дуже точний розподіл у спектрі випромінювання речовини в період після рекомбінації. По-друге, реіонізація Всесвіту (випромінюванням зір чи квазарів) виглядатиме прогалинами на тлі основної радіолінії.

### Пропозиції про застосування для контакту з позаземними цивілізаціями
На пластинках Піонера зображено перехід атома водню між двома підрівнями надтонкої структури. Довжина хвилі такого переходу (21 см) призначена для того, щоб можна було обчислити масштаб зображення. Наприклад, висота жіночої фігури на малюнку ввосьмеро більша довжини хвилі (тобто, вона становить 21 × 8 ≈ 168 см). Аналогічно, частота такого переходу є одиницею вимірювання часу на цьому малюнку (а також на малюнках пластинок «Вояджер-1» та «Вояджер-2»). На цих малюнках зображено розташування Сонця відносно 14 пульсарів, періоди обертання яких (станом на 1977 рік) подано в одиницях частоти цієї лінії. За задумом розробників пластинок, розвинені цивілізації спроможні за даними спостереження цих квазарів обчислити розташування Сонячної системи на час запуску апаратів.
1959 року італійський фізик Джузеппе Коццоні й американський фізик Філіп Моррісон опублікували статтю «Пошук міжзоряних комунікацій». У цій статті було запропоновано шукати контакт із позаземними цивілізаціями саме на лінії 21 см. Стаття Коццоні й Моррісона надала теоретичну основу для появи програми SETI. У програмі SETI частота радіолінії 21 см вважається сприятливою для пошуку сигналів від позаземних цивілізацій. 
Петро Маковецький запропонував застосувати для пошуку частоту радіолінії, помножену на число π (або на 2π):
π × 1420,40575177 МГц = 4,46233627 ГГц
2π × 1420,40575177 МГц = 8,92467255 ГГц
Оскільки π є ірраціональним та трансцедентним числом, то такі частоти не можуть утворитися природним шляхом, як гармоніки, що, вочевидь, означатиме штучне походження сигналу. До того ж, такий сигнал не перекриватиметься з самою радіолінією водню чи якоюсь її гармонікою.

### Квантовий водневий генератор

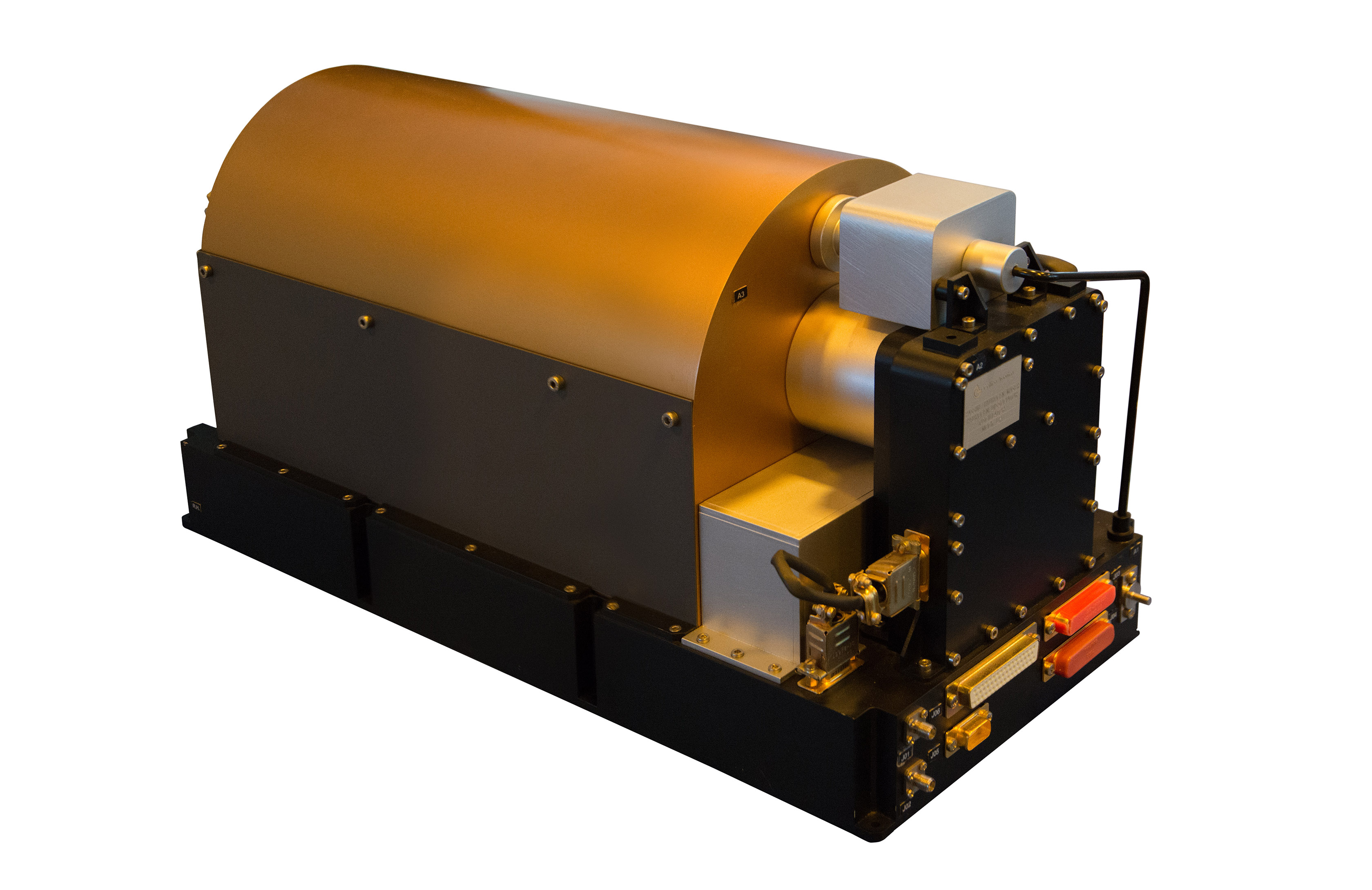
Пасивний квантовий водневий генератор, що встановлюється на космічних апаратах Galileo як основний атомний годинник.

Випромінювання водню на лінії 21 см застосовується для побудови гідрогенового мазера (квантового генератора частоти), що має досить високу точність (~10−13). Зокрема, їх застосовують у радіоінтерферометрії з наддовгими базами як гетеродини та на штучних супутниках як атомні годинники.